# バララエ空港
バララエ空港はソロモン諸島ショートランド諸島バラレ島にある空港。

## 就航路線
| 航空会社     | 就航地     |
| ------------ | ---------- |
| ソロモン航空 | ギゾ, モノ |